# 龙王庙镇 (单县)
龙王庙镇，是中华人民共和国山東省菏泽市单县下辖的一个乡镇级行政单位。

## 行政区划
龙王庙镇下辖以下地区：
龙王庙村、黄二楼村、邱井村、王竹园村、闫堂村、大苏楼村、李庄村、惠竹园村、柴王楼村、唐连庄村、刘土城村、张溜村、小孟庄村、黄顺堤村、戚集村、刘楼村、丁庄村、田庄村、毛楼村、罗庄村、朱杨楼村、陈草庙村、王寨村和刘新庄村。